# فرودگاه شهرستان دارلینگتن
فرودگاه دارلینگتن کانتی (به انگلیسی: Darlington County Jetport) یک فرودگاه همگانی با کد یاتا UDG است که یک باند فرود آسفالت دارد و طول باند آن ۱۶۷۶ متر است. این فرودگاه در کشور ایالات متحده آمریکا قرار دارد و در ارتفاع ۵۸٫۵ متری از سطح دریا واقع شده‌است.